# Suchet Malhotra
Suchet Malhotra ist ein indischer Perkussionist und Komponist. Zu den Instrumenten, die er spielt, zählen Tabla, Tabla Tarang, Def, Darabuka, Djembé, Pandeiro, Cajón und Udu, außerdem auch das Didgeridoo.
Malhotra wurde als Kind in traditionellem indischem Gesang unterrichtet und war Schüler des Tablameisters Chhamma Khan. Er studierte dann Ökonomie und arbeitete einige Zeit als Sportreporter, bevor er zur Musik zurückkehrte. Neben Auftritten bei zahlreichen Ethno- und Folkfestivals weltweit arbeitet er auch mit Musikern vieler anderer Stilrichtungen zusammen. Er trat mit Abida Parveen beim Jahan-e-Khusrau-Festival 2002 auf, wirkte an Remo Fernandes’ Album Muchacha Latina mit und gehörte der orientalischen Jazz-Fusion-Band Mystique an.
Zu seinen Partnern zählen das Wanny-Angerer Latin Jazz Trio und zahlreiche europäische Ethnoensembles ebenso wie die Trauma-Therapiegruppe Global Hullabaloo. Mit Lionel Dentan gründete er 1999 das elektroakustische Ensemble Da-Saz, dessen Debütalbum Jet Lag 2008 erschien. Er gründete das Trio Trippercussion und nahm mit Goonga Sain ein Doppelalbum auf. Zu seinen Kompositionen zählen die Musik zu dem Dokumentarfilm Jashn-e-Azadi, das Musical Pink Balloon und die Musik zum Puppenspiel Pinocchio-The Wood Boy.

## Weblink
- Homepage von Suchet Malhotra